# Вантаджиато, Даниэле
Даниэле Вантаджиато (итал. Daniele Vantaggiato; род. 10 октября 1984 года) — итальянский футболист, нападающий клуба «Ливорно».

## Клубная карьера

### «Бари»
Вантаджиато начал свою карьеру в команде «Бари». Он дебютировал в серии B 26 января 2003 года в матче против «Триестины».
Тем не менее, он был продан клубу «Кротоне» на правах совместного владения в 2003 году, который стал выступать в Серии B. Вантаджиато вернулся в «Бари» в июне 2005 года. Он был игроком стартового состава перед отъездом в команду «Пескара», с которой затем боролся за то, чтобы не вылететь в Серию C1.

### «Римини»
Летом 2007 года он отправился в «Римини», снова на правах совместного владения, и стоимость его перехода была около 830 000 евро, заменив другого нападающего, Давида Москардели, после того, как он не появился в предсезонных медицинских тестах, проводимых Бари. После того, как бразильский нападающий Жеда отправился в «Кальяри» в январе 2008 года, Вантаджиато стал лучшим бомбардиром команды. В конце сезона, Римини выиграл тендер, чтобы получить права на футболиста в свою полную собственность за нераскрытую плату.